# Для дому і сім'ї
«Для дому і сім'ї» — кременчуцька україномовна рекламно-інформаційна газета. Тижневик, виходить щочетверга  Наклад: 25 400 примірників.

## Історія
Засновано газету приватним підприємцем С. В. Кулясовим.

## Зміст
Виходить газета на 16 аркушах формату А3, включаючи телепрограмму з 4 сторінок. Наявність реклами у номері — 30 %.

## Розповсюдження
Поширюється у Кременчуці, Полтаві, Полтавській області, Горішніх Плавнях, Світловодську, Глобиному, Решетилівці, Диканьці, Карлівці, Чутовому, Пирятині, Гребінці, Миргороді, Нових Санжарах, Машівці, Градизьку та ін. Розповсюджується вроздріб — 55 % та підпискою — 45 % (основна частина Укрпоштою)